# Bilocación

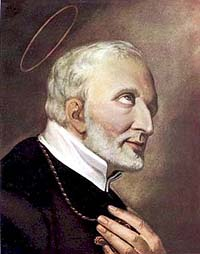
Una variedad de figuras místicas religiosas han asegurado haber experimentado la bilocación. En 1774, estando Alfonso María de Ligorio en Arienzo, cayó en una especie de desvanecimiento. Al despertar, afirmó haber asistido al papa Clemente XIV en Roma, en su fallecimiento. Multitud de testigos señalaron haberlo visto en un sitio o en el otro a la vez, según algunos hagiógrafos.

Bilocación (de bi- y del latín locāre, «colocar») es el término utilizado para describir un fenómeno paranormal, sobrenatural, divino, según el cual una persona u objeto estaría ubicado en dos o más lugares diferentes al mismo tiempo.
Se efectuaría de dos maneras, o bien como bilocación del espíritu, también denominada viaje astral o experiencia extracorporal, o bien de cuerpo y alma. En el segundo caso las personas serían capaces de interactuar de forma normal en cada uno de los dos entornos, con posibilidad de experimentar sensaciones, comer, beber y manipular objetos físicos.

## En el catolicismo

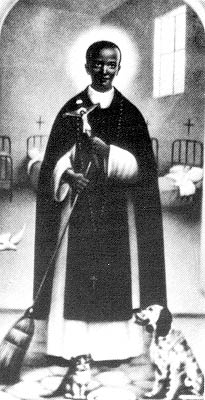
Pintura anónima de San Martín de Porres.

La Iglesia católica reconoce el fenómeno de la bilocación como una manifestación de la espiritualidad del ser humano y como un término acuñado en el ámbito de la literatura eclesiástica con clara orientación mística. Según Cristóforo Bove, relator para la Congregación de los Santos, no se trata de una cuestión de fe sobre la que la Iglesia tenga doctrina, sino de un fenómeno que "pone de manifiesto la gran espiritualidad del ser humano", con lo que sería posible para el catolicismo admitir los casos de bilocación entre personas de otras religiones.
La Iglesia católica ha reconocido la existencia del fenómeno desde el siglo XIX en santos y místicos, entre los que se citan a Santa María (madre de Jesús), San Francisco de Asís, San Antonio de Padua, Santa Liduvina, San Francisco Javier, San Martín de Porres, San Pedro Regalado, San José de Cupertino, San Alfonso de Ligorio, San Juan Bosco, San Pío de Pietrelcina, sor María de Jesús de Ágreda, sor María de León Bello y Delgado y sor Ursula Micaela Morata.
En cuanto a la posibilidad de que la materia u organismo pueda estar presente en más de un lugar a la vez, Santo Tomás de Aquino, Silvio Mauro y muchos otros teólogos de diferentes épocas han negado tal posibilidad. Los casos de bilocación narrados en la vida de los santos se pueden explicar como metáforas o materializaciones aéreas.

## En el budismo
Fuera de la Iglesia católica, este fenómeno es conocido en el budismo esotérico del Dzogchen. Idries Shah y Robert Graves mencionan casos en los cuales altos clérigos tibetanos "aparecieron, al igual que algunos de los santos, en diferentes lugares al mismo tiempo".
El Dzogchen es practicado regularmente por los monjes de la escuela del budismo tibetano llamada Vajrayana, o "Vehículo de diamante". Según la tradición Vajrayana, Dzogchen es la transferencia de la conciencia de lo mundano a un mundo postexistencial de manera lúcida. Esta meditación se realiza con la intención de alcanzar un estado superior de conciencia y romper el ciclo de las transmigraciones.

## Punto de vista escéptico
El punto de vista escéptico no niega la experiencia en sí, solo le da una explicación distinta a la causa. Las experiencias fuera del cuerpo se pueden explicar como alucinaciones hipnagógicas (visiones fugaces en la transición vigilia-sueño) o alucinación hipnopómpica (transición sueño-vigilia) que perciben con mucha frecuencia individuos con narcolepsia.
Si bien los escépticos tienden a explicar las experiencias extracorporales como las alucinaciones de la transición entre un estado de vigilia a otro de sueño y viceversa, estas experiencias no son exclusivas de esos momentos de transición, pudiendo darse en otros momentos del periodo de sueño. También han sido reproducidas en laboratorio mediante estimulación del cerebro de un sujeto consciente, con descargas eléctricas, según un estudio que salió a la luz en el año 2002 que demostraba una disociación entre el yo del sujeto y su cuerpo a causa de estas descargas. El resultado de este estudio no acaba con la polémica, ya que para los escépticos demuestra que la experiencia tiene un origen exclusivamente cerebral, para los no escépticos sólo muestra una forma alternativa de provocar la experiencia y que la pueden provocar aparatos externos aplicados de la forma adecuada.

## En el mundo del espectáculo
En los music hall, el fenómeno es producido gracias al empleo de un gemelo, creando de esa manera una ilusión de teleportación. Un buen ejemplo se puede encontrar en la película El truco final.